# Helianthemum apenninum
Helianthemum apenninum,    rosa de las rocas blanca, es una especie  de flores blancas del género Helianthemum, perteneciente a la familia de las cistáceas. 

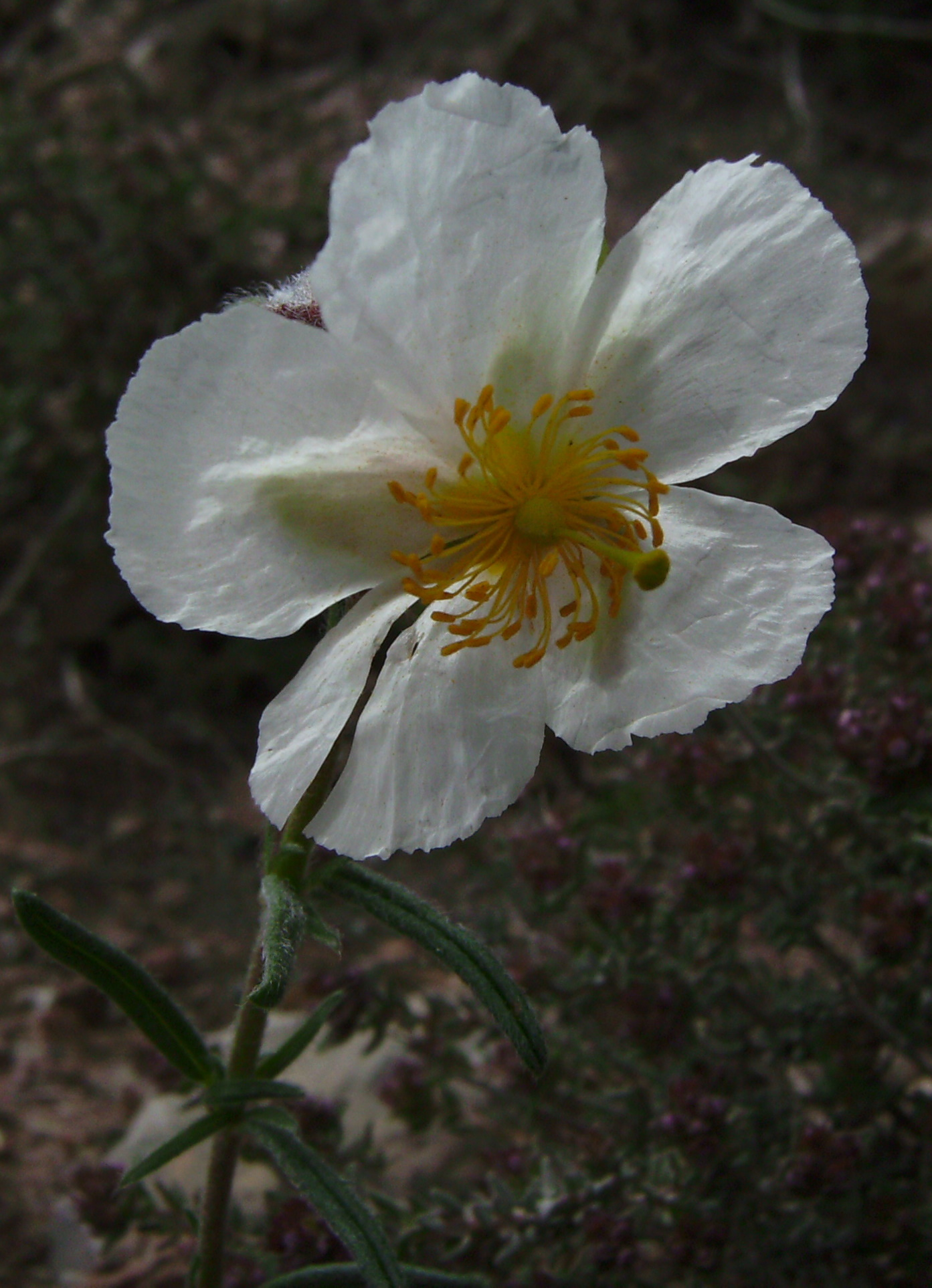
Detalle de la flor

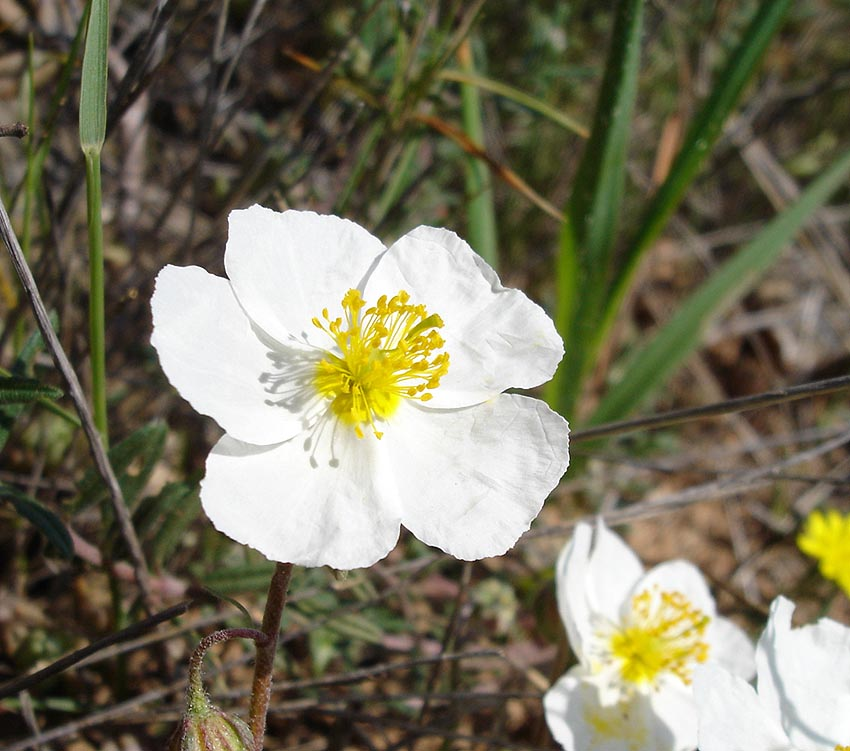
Flores

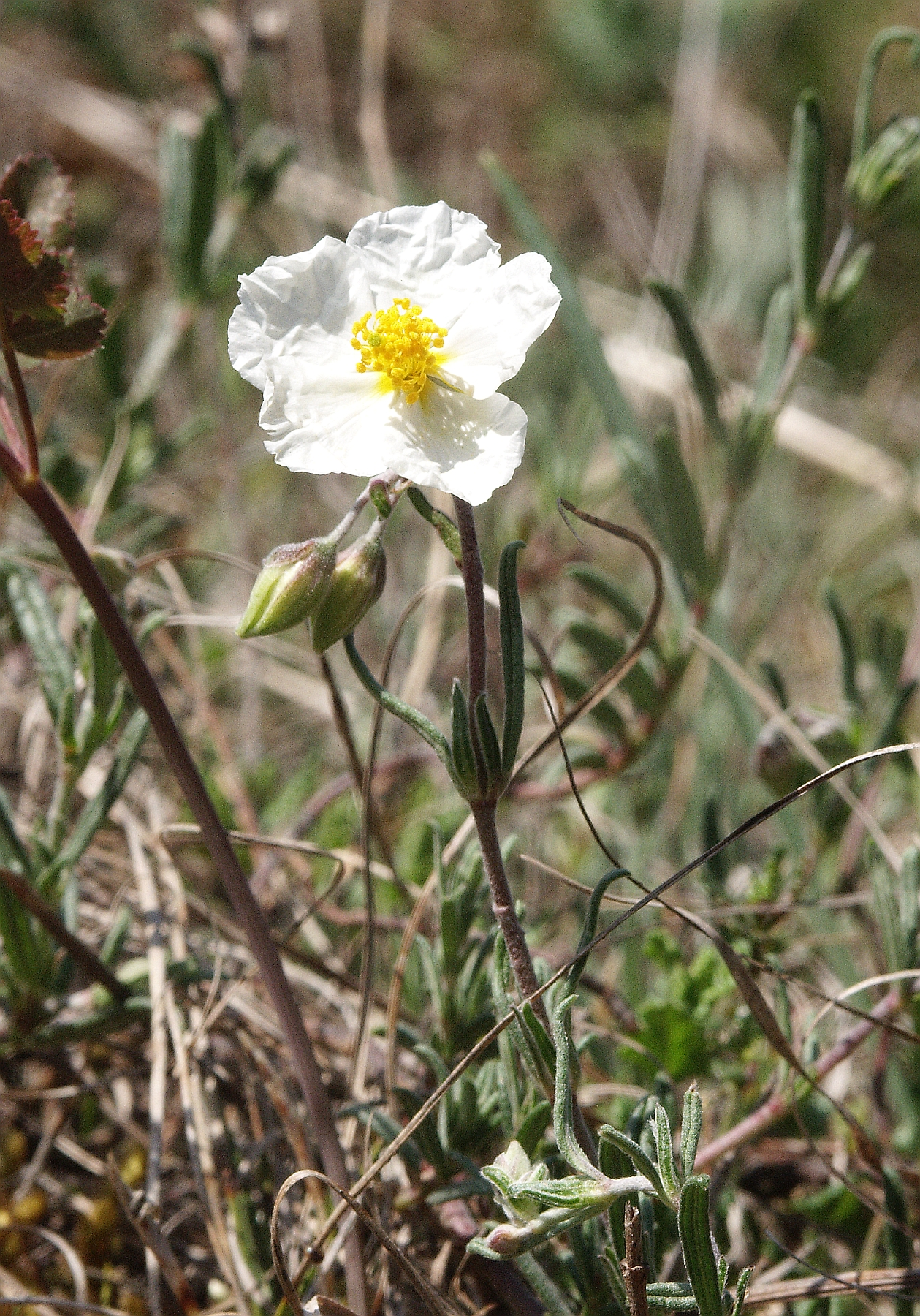
Vista de la planta

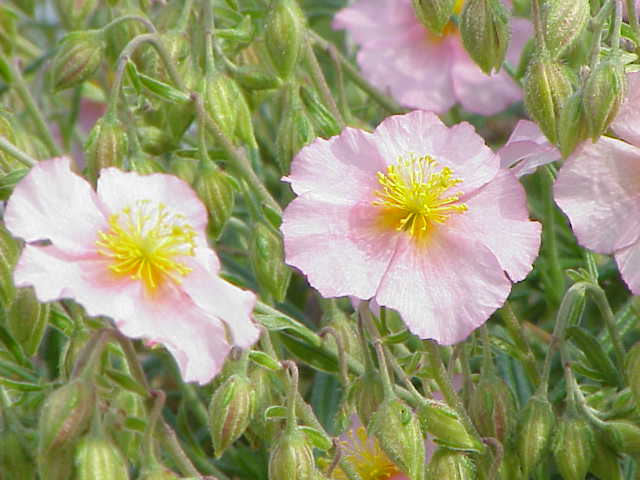
Variedad roseum

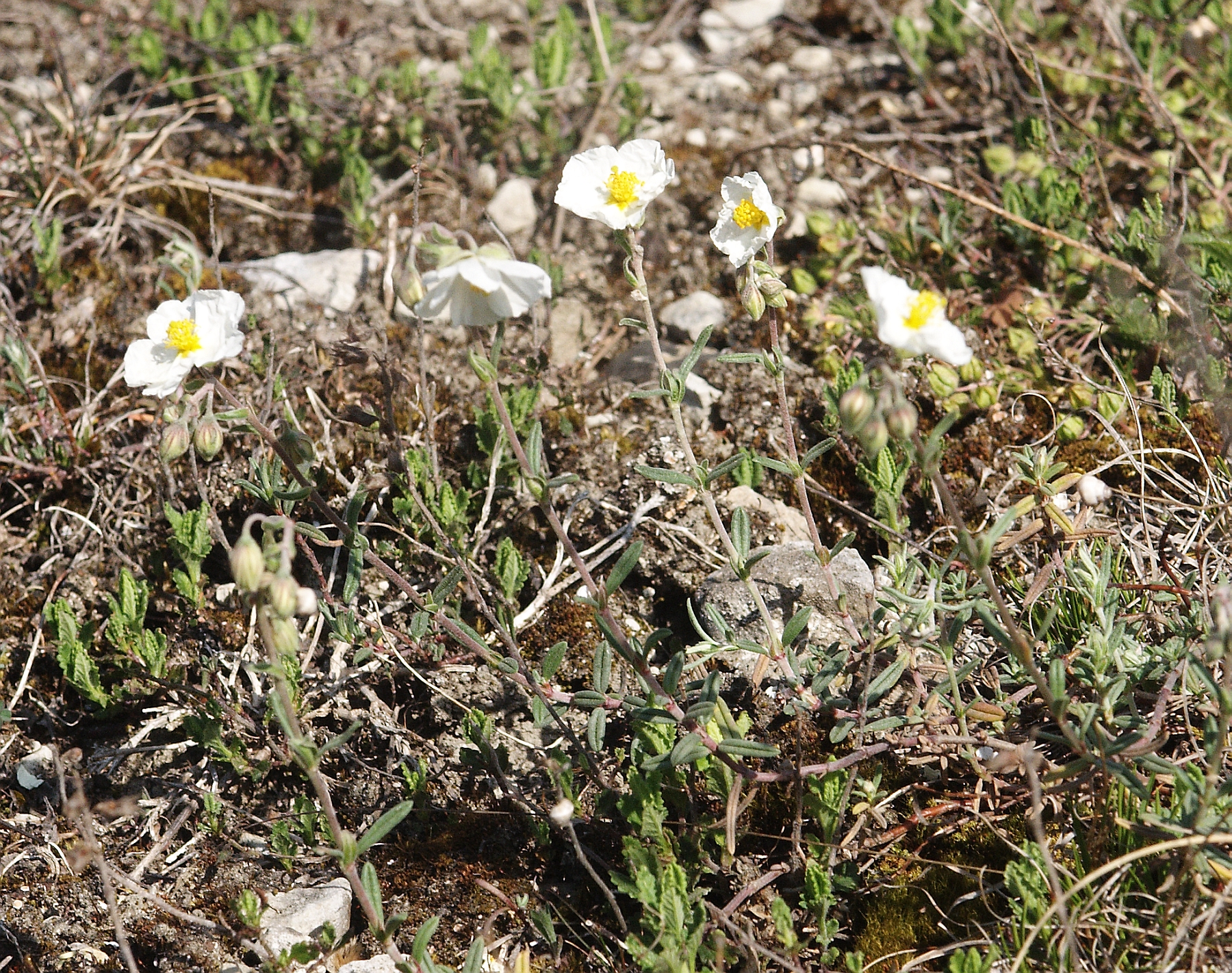
Vista de la planta

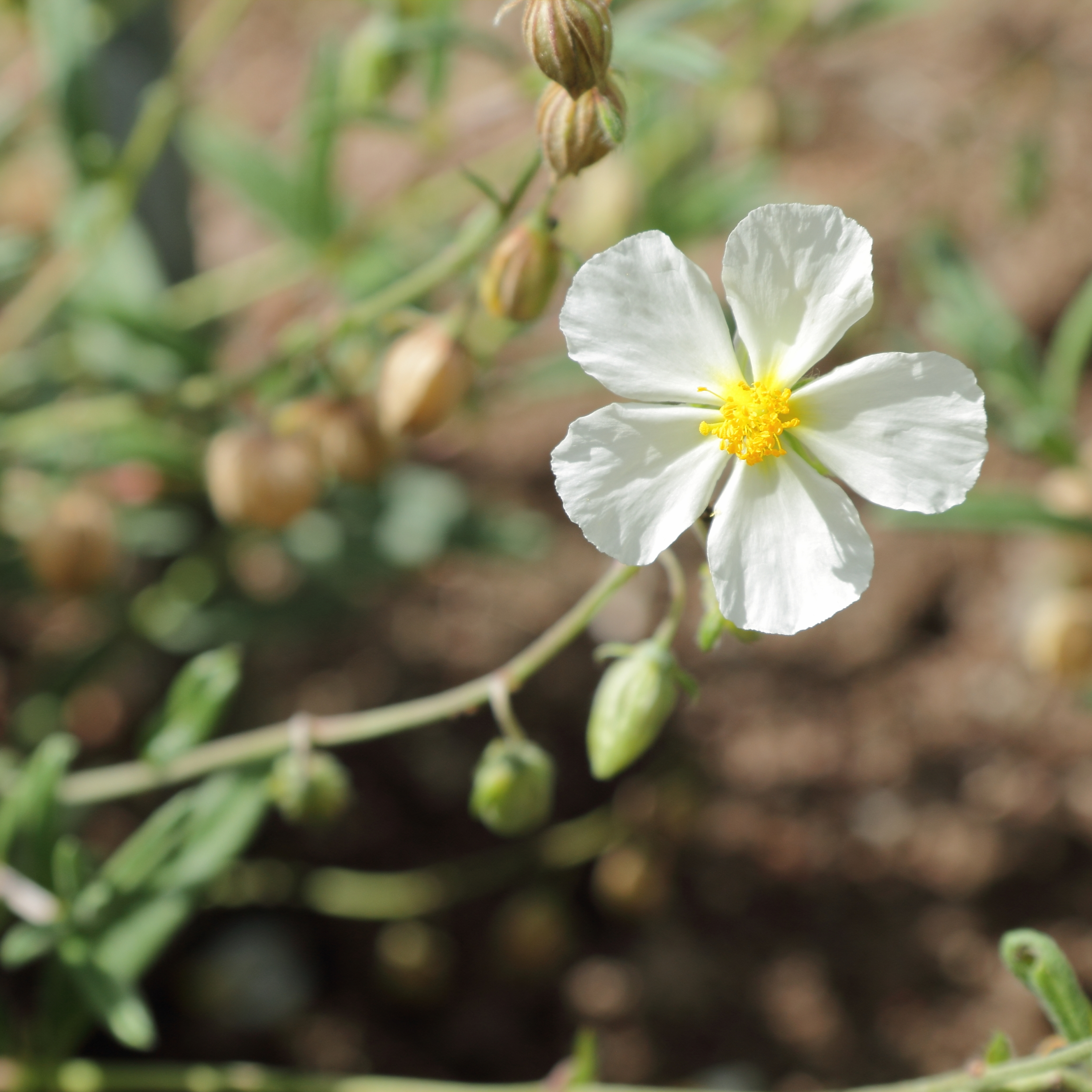
Flor

## Hábitat
Se encuentra en pastizales secos y áreas rocosas de Europa.

## Descripción
Helianthemum apenninum puede alcanzar 50 cm de altura  y florece de marzo a julio. Las flores son pentámeras, de 3 cm de diàmetro, y crecen en grupos de 3 a 10 en una cima; son blancas con el centro y los estambres amarillos, tienen tres sépalos exteriores pilosos; dos sépalos son muy pequeños. Las hojas son lineales a lanceoladas, de 3 cm de largo, en pares opuestos, cubiertas de pelos grisáceos a blancuzcos, especialmente en el reverso, y los bordes se enrollan.

## Taxonomía
Helianthemum apenninum fue descrita por (L.) Mill. y publicado en The Gardeners Dictionary: . . . eighth edition no. 4. 1768.
Etimología
Helianthemum: nombre genérico que deriva del griego antiguo  Ἥλιος (Helios), "el Sol" y  ανθεμοζ, ον (anthemos, on), "florecido", pues las flores solo se abren con el calor del sol (necesitan una temperatura superior a 20 °C para desplegar sus pétalos) y tienen un cierto fototropismo positivo. Ciertos nombres vernáculos en castellano, tales como Mirasol, corroborarían esta interpretación. Autores sostienen que su nombre es debido a la semejanza de las flores amarillas con el astro solar; sin embargo muchas especies son blancas, anaranjadas, rosadas o purpúreas, lo que no encuadra con esta interpretación. Otros por el afecto que tendría el género por los sitios soleados...
apenninum: epíteto latíno que significa "de los Apeninos"
Variedades aceptadas
- Helianthemum apenninum subsp. cantabricum (M. Laínz) G. López
- Helianthemum apenninum subsp. cavanillesianum (M. Laínz) G. López
- Helianthemum apenninum subsp. estevei (Peinado & Mart. Parras) G. López
- Helianthemum apenninum subsp. masguindalii (Pau) Rivas Mart., Fern. Gonz., Sánchez Mata & Pizarro
- Helianthemum apenninum var. setosum (Willk.) Raynaud
- Helianthemum apenninum subsp. urrielense (M. Laínz) G. López

Sinonimia
- Anthelis glaucus (Cav.) Raf.
- Cistus apenninus L.
- Cistus croceus Desf.
- Cistus glaucus Cav.
- Cistus hirsutus Lam.
- Cistus hispidus Lam.
- Cistus polifolius L.
- Cistus pulverulentus Thuill.
- Cistus roseus Juss. ex Jacq.
- Cistus stoechadifolius Brot.
- Cistus virgatus Desf.
- Helianthemum albiflorum (Boiss.) Janch.
- Helianthemum asperum subsp. anticarium Rivas Goday & Rivas Mart.
- Helianthemum cantabricum (Barb.-Gamp.) Arrieu
- Helianthemum carolipaui Cuatrec.
- Helianthemum celtibericum Pau
- Helianthemum chamaecistus var. glaucus Fiori in Fiori & Paol.
- Helianthemum cinereum f. leucanthum Pau
- Helianthemum cuatrecasasii Pau ex Cuatrec.
- Helianthemum escurialense Pau
- Helianthemum estevei (Pau) Rivas Mart. & A.Asensi, Molero Mesa & F.Valle
- Helianthemum flaviflorum Losa
- Helianthemum glaucum Pers.
- Helianthemum golondrinum Cuatrec.
- Helianthemum grandiflorum subsp. urrielense (M.Laínz) Rivas Mart., Izco & M.J.Costa
- Helianthemum incanum Moench
- Helianthemum leptophyllum var. albiflorum Willk.
- Helianthemum leptophyllum var. longifolium Freyn ex Willk.
- Helianthemum masguindalii Pau
- Helianthemum nudicaule Dunal in DC.
- Helianthemum nummularium subsp. urrielense M.Laínz
- Helianthemum nummularium var. cantabricum Barb.-Gamp.
- Helianthemum polifolium (L.) Mill.
- Helianthemum pulverulentum Pers.
- Helianthemum racemosum var. stoechadifolium (Brot.) Grosser ex Losa & Rivas Goday
- Helianthemum rhodanthum Dunal in DC.
- Helianthemum roseum (All.) DC. in Lam. & DC.
- Helianthemum rothmaleri Villar ex Rothm.
- Helianthemum stoechadifolium (Brot.) Pers.
- Helianthemum texedense Pau
- Helianthemum urrielense (M. Laínz) Nava & Fern.Casado
- Helianthemum variabile var. apenninum (L.) Steud.
- Helianthemum variabile var. hololeucum Spach
- Helianthemum variabile var. polifolium (L.) Spach
- Helianthemum velutinum Jord.
- Helianthemum virgatum [alfa] setosum Willk.
- Helianthemum virgatum var. setosum
- Helianthemum virgatum (Desf.) Pers.[3]

## Nombres comunes
- Castellano: jarilla, perdiguera, zamarrilla, zamarrilla negra, zaramilla[3]